# Coalición Canaria

Parteilogo

Die Coalición Canaria (CC) ist eine 1993 aus einer Gruppierung von Regionalisten, Konservativen und Exkommunisten gegründete Regionalpartei auf den Kanarischen Inseln, welche eine Autonome Region Spaniens bilden.

## Gründung und Zusammensetzung
Die Coalición Canaria entstand 1993 aus folgenden Regionalparteien:
- Agrupaciones Independientes de Canarias (AIC)
- Iniciativa Canaria Nacionalista (ICAN)
- Asamblea Majorera (AM)
- Partido Nacionalista Canario (PNC)
- Centro Canario Nacionalista (CCN)

Diese Regionalparteien wurden nach dem Ende der Militärdiktatur unter Francisco Franco 1975 und der Einführung der Demokratie in Spanien gegründet, als der bis dahin unterdrückte Pluralismus wieder zugelassen war. Sie plädierten beispielsweise für eine Wiederbelebung der kanarischen Kultur, oder auch für politische Unabhängigkeit und die Hinwendung zu den Staaten Nordafrikas. Damit waren diese Parteien allein aber kaum mehrheitsfähig, sodass sie sich 1993 in der Coalición Canaria zusammenschlossen. Einige der Gründungsparteien, etwa die PNC, traten jedoch später wieder aus dem Bündnis aus. Im Februar 2005 spalteten sich mehrere ehemalige ICAN-Mitglieder ab und gründeten die neue Partei Nueva Canarias (NC).

## Regionale Wahlen
Zwischen 2005 und 2019 war die CC Regierungspartei auf den Kanarischen Inseln und stellt in zahlreichen Städten Bürgermeister. Auf den Inseln Teneriffa, La Palma, El Hierro und Fuerteventura ist sie Regierungspartei der Inselregierungen (cabildos insulares). Derzeitiger Parteivorsitzender und ehemaliger Präsident der Kanarischen Inseln ist Fernando Clavijo Batlle. Allerdings wurde sie bei den Regionalwahlen im Mai 2007 nur zweitstärkste Fraktion hinter der sozialdemokratischen PSOE und bildete eine Regierungskoalition mit der konservativen Volkspartei (PP). Bei den Regionalwahlen im Mai 2011 wurde die Partido Popular die stärkste Partei vor der CC und der PSOE. Seit den Wahlen 2015 liegt die CC hinter der PP und der PSOE; zwischen 2015 und 2019 bildete sie aber mit der PSOE die Regierungskoalition und stellte den Präsidenten.

## Spanisches Parlament
An den Wahlen zum Unterhaus des spanischen Parlaments nahmen ab 1977 zunächst verschiedene kanarisch-nationalistische Parteien mit geringem Erfolg teil. Nach Gründung der Coalición Canaria 1993 wurden mehrmals vier Sitze errungen, ihr bestes Ergebnis erreichte sie im Jahr 2000 mit fast 30 % auf den Kanarischen Inseln, das waren 1,07 % in ganz Spanien. Bei den Wahlen 2004 konnte die CC mit drei Sitzen zunächst eine eigenständige Fraktion bilden, allerdings trat einer der drei Parlamentarier 2005 der neu gegründeten Nueva Canarias bei und verließ nach einer Übergangsphase 2007 die Fraktion, die sich daraufhin auflöste und in die Gemischte Fraktion integrierte. Seit 2008 tritt die CC in einer Listenverbindung mit der Partido Nacionalista Canario (PNC) an; beide Parteien erreichen zusammen nur noch ein bis zwei Sitze.
Wahlergebnisse der CC sowie ihrer Vorgängerparteien vor 1993 bei den Spanischen Parlamentswahlen:
| Wahl    | Stimmen       | Prozente      | Sitze          | Bemerkungen                                                                                                  |
| ------- | ------------- | ------------- | -------------- | --- |
| 1977    | 17.717        | 0,10 %        | 0 Sitze        | Pueblo Canario Unido (PCU)                                                                                   |
| 1979    | 58.953        | 0,33 %        | 0 Sitze        | Unión del Pueblo Canario (UPC)                                                                               |
| 1982    | 35.013 25.792 | 0,17 % 0,12 % | 0 Sitze        | Unión del Pueblo Canario (UPC) Convergencia Canaria (CC)                                                     |
| 1985    | 65.664 36.892 | 0,33 % 0,18 % | 1 Sitz 0 Sitze | Agrupaciones Independientes de Canarias (AIC) Asamblea Canaria (AC) mit Izquierda Nacionalista Canaria (INC) |
| 1989    | 64.767 21.539 | 0,32 % 0,11 % | 1 Sitz 0 Sitze | Agrupaciones Independientes de Canarias (AIC) Asamblea Canaria Nacionalista (ACN)                            |
| 1993    | 207.077       | 0,88 %        | 4 Sitze        | |
| 1996    | 220.418       | 0,88 %        | 4 Sitze        | |
| 2000    | 248.261       | 1,07 %        | 4 Sitze        | |
| 2004    | 221.034       | 0,86 %        | 3 Sitze        | |
| 2008    | 174.629       | 0,68 %        | 2 Sitze        | mit PNC |
| 2011    | 143.881       | 0,59 %        | 2 Sitze        | mit PNC |
| 2015    | 81.917        | 0,32 %        | 1 Sitz         | mit PNC |
| 2016    | 78.253        | 0,33 %        | 1 Sitz         | mit PNC |
| 2019 I  | 137.664       | 0,5 %         | 2 Sitze        | mit PNC |
| 2019 II | 124.289       | 0,5 %         | 2 Sitze        | |
| 2023    | 116.363       | 0,5 %         | 1 Sitz         | |